# Lê Quang Mỹ
Lê Quang Mỹ (1926-1990), nguyên là một sĩ quan Hải quân cao cấp của Quân lực Việt Nam Cộng hòa, cấp bậc Hải quân Đại tá. Ông xuất thân từ trường Võ bị Quốc gia do Quốc gia Việt Nam được sự hỗ trợ của Chính quyền Thuộc địa Pháp, mở ra ở miền Trung Việt Nam vào những năm cuối của thập niên 40 (thế kỷ 20). Tiếp đến, ông được đào tạo thành một sĩ quan Hải quân từ khóa đầu tiên tại Trường Sĩ quan Hải quân cũng do Chính phủ Quốc gia mở ra ở một tỉnh duyên hải miền Trung Việt Nam. Trong thời gian tại ngũ, ông đã phục vụ Quân chủng Hải quân một thời gian dài. Sau đó ông được biệt phái phục vụ ở lĩnh vực Quân huấn và Tham mưu với những chức vụ khác nhau. Tuy nhiên, căn bản ông vẫn là một sĩ quan của Quân chủng Hải quân.

## Thân thế và Binh nghiệp
Ông sinh ngày 27 tháng 2 năm 1926. Năm 1944, ông tốt nghiệp Trung học phổ thông theo chương trình Pháp với văn bằng Thành chung.

### Liên hiệp Pháp và Quân đội Quốc gia Việt Nam
Năm 1947, ông nhập ngũ vào Hải quân Pháp ban đầu là một Thủy thủ phục vụ trên Soái hạm La Motte Piquet do Đề đốc Jean Decous làm Hạm trưởng. Ông được phục vụ ở bộ phận Truyền tin và lên đến cấp bậc Hạ sĩ nhất. Đầu tháng 9 năm 1949, ông được cho đi học sĩ quan. Theo học khóa 2 Quang Trung tại trường Võ bị Quốc gia Huế, khai giảng ngày 25 tháng 9 năm 1949. Ngày 24 tháng 6 năm 1950 mãn khóa tốt nghiệp với cấp bậc Thiếu úy hiện dịch. Ra trường, ông được điều động đi phục vụ ở một đơn vị Bộ binh thuộc Quân đội Liên hiệp Pháp đồn trú tại Sóc Trăng với chức vụ Trung đội trưởng. Cuối năm 1951, ông tình nguyện xin gia nhập trở lại Lực lượng Hải quân của Quốc gia Việt Nam, ông được theo học khóa 1 tại trường Sĩ quan Hải quân Nha Trang, khai giảng ngày 1 tháng 1 năm 1952. Ngày 1 tháng 10 cùng năm mãn khóa tốt nghiệp với cấp bậc Hải quân Thiếu úy. Sau đó ông phục vụ trên Tuần dương hạm Jeanne d'Arc, kế tiếp chuyển đi phục vụ trên Tuần dương hạm Savorgan de Brazza. Đầu năm 1953, ông được thăng cấp Hải quân Trung úy tại nhiệm. Tháng 11 cuối năm, ông được thăng cấp Hải quân Đại úy, nhận lãnh Trợ Chiến hạm mang tên Nguyễn Văn Trụ (HQ-245) và được cử làm Hạm trưởng đầu tiên của Chiến hạm này. Sau ngày ký Hiệp định Genève (20/7/1954), ông được bổ nhiệm làm Chỉ huy trưởng đầu tiên Hải đoàn Xung phong 21 ở Cần Thơ.

### Quân đội Việt Nam Cộng hòa
Tháng 3 năm 1955, ông được thăng cấp Hải quân Thiếu tá giữ chức vụ Chỉ huy trưởng Giang lực. Ngày 28 tháng 8 cùng năm, ông được Thủ tướng Ngô Đình Diệm bổ nhiệm giữ chức vụ Tư lệnh Quân chủng Hải quân đầu tiên kiêm Hạm trưởng Soái hạm Tuần dương hạm mang tên Chi Lăng (HQ-01). Ngày 26 tháng 10 năm 1955, ông được thăng cấp Hải quân Trung tá tại nhiệm, đồng thời cũng chính thức chuyển biên chế sang phục vụ Quân đội Việt Nam Cộng hòa. Ngày 26 tháng 10 năm 1956, ông được thăng cấp Hải quân Đại tá tại nhiệm.
Tháng 10 năm 1957, ông bàn giao chức vụ Tư lệnh Hải quân lại cho Hải quân Trung tá Trần Văn Chơn. Sau đó, ông được chuyển về trường Đại học Quân sự giữ chức vụ Chỉ huy phó. Đầu năm 1959, ông thuyên chuyển về Bộ Quốc phòng giữ chức vụ Phó Thanh tra Quân đội. Đầu năm 1963, ông được cử đi du học tại trường Hậu Đại học Hải quân ở Monterey thuộc Tiểu bang California, Hoa Kỳ trong thời gian 9 tháng.
Sau cuộc Đảo chính ngày 1/11/1963 lật đổ Tổng thống Ngô Đình Diệm, ông được cử ra miền Trung giữ chức vụ Thị trưởng Đà Nẵng. Sau cuộc Chỉnh lý ngày 30/1/1964 do tướng Nguyễn Khánh cầm đầu, ông được chuyển trở lại Bộ Quốc phòng tái nhiệm chức vụ Phó Thanh tra Quân đội. Sau ngày Quân lực 19 tháng 6 năm 1969, ông được giải ngũ vì đã có thâm niên quân vụ trên 20 năm.

## 1975
Ngày 29 tháng 4, ông cùng gia đình được Quân vận đĩnh của căn cứ Hải quân Nhà Bè đưa ra Chiến hạm để di tản khỏi Việt Nam. Sau đó, gia đình ông được sang định cư ở thành phố Houston, Tiểu bang Texas, Hoa Kỳ.
Năm 1990, ông từ trần tại nơi định cư, Hưởng thọ 64 tuổi.